# Abuse (jogo eletrônico)
Abuse é um jogo eletrônico de run and gun desenvolvido pela Crack dot Com e publicado pela Electronic Arts na América do Norte e pela Origin Systems na Europa. Foi lançado em 29 de fevereiro de 1996 para o MS-DOS. Um porte do jogo para Mac OS foi publicado pela Bungie e lançado em 5 de março de 1997. O código-fonte do jogo, junto com parte do conteúdo do shareware, está em domínio público desde o final dos anos 90 e foi portado para Linux e muitas outras plataformas.

## Enredo
O protagonista do jogo, Nick Vrenna, foi injustamente encarcerado em uma prisão onde a equipe está realizando experimentos médicos antiéticos contra os presos. Um tumulto na prisão ocorre e um experimento dá terrivelmente errado. As pessoas dentro da prisão - exceto Nick, que parece estar imune - estão infectadas com uma substância chamada Abuse que os transforma em monstros. Com o suprimento de água em risco de ser infectado, Nick se arma e luta através da horda para evitar isso, e depois foge do complexo da prisão.

## Jogabilidade
Abuse se assemelha a um jogo de plataforma de rolagem lateral. O teclado é usado para mover Nick, enquanto o mouse é usado para apontar as armas. A jogabilidade consiste em lutar contra vários inimigos (principalmente as várias formas de mutantes, que preferem atacar em enormes enxames) e resolver quebra-cabeças simples, geralmente envolvendo interruptores.
A reprodução em rede, através do IPX/SPX, é suportada.

### Zona ativa
Para melhorar o desempenho do motor gráfico de Abuse, o código apenas permite que objetos dentro de um determinado raio da janela visível do jogo sejam ativados durante o jogo. Isso significa que inimigos de andando livremente e dispositivos mecânicos sempre ativos fora do raio não podem atacar o jogador, nem projéteis disparados de armas que ostensivamente têm um "alcance infinito" continuarão sua jornada muito além da borda da tela.

## História

### Desenvolvimento
Abuse teve uma história muito diferente saindo da produção. A atualização substituiu a introdução original pela história atual. O original envolvia uma invasão por uma espécie alienígena chamada de "formigas". O jogador era um agente de operações especiais, enviado à sua 'colmeia' para destruir secretamente os alienígenas desligando o sistema de refrigeração. Essa história foi mencionada em uma seção oculta no final do nível 14, onde uma grande área, cheia de azulejos marrons, pode ser encontrada.

### Lançamento
Abuse foi lançado originalmente em 29 de fevereiro de 1996 para DOS e Linux, como uma versão shareware incompleta da Electronic Arts na América do Norte e da Origin Systems na Europa. O jogo foi portado para o Mac OS por Oliver Yu, da Crack dot Com, e publicado pela Bungie em 5 de março de 1997. O porte foi amplamente reformulado para o Mac, com os gráficos parcialmente refeitos para funcionar melhor na resolução de 640x480.

### Liberação do código fonte
Aproximadamente dois anos após o lançamento do jogo, a Crack dot Com decidiu liberar o código fonte do jogo. Também os dados do jogo da versão shareware (excluindo os efeitos sonoros) foram entregues ao domínio público.

### Desenvolvimento da comunidade
Com base na liberação da fonte, a comunidade do jogo trabalhou inicialmente no trabalho de manutenção, por exemplo, fazendo o jogo funcionar através de TCP/IP. Em 2001, Abuse foi adaptado à biblioteca multimídia SDL, com outros refinamentos técnicos, como mais do que a profundidade de cores de 8 bits à qual a versão original estava limitada.
A versão SDL permitiu fácil portabilidade para plataformas modernas, por exemplo, Microsoft Windows, Linux/X11 e também a versão Mac foi atualizada para rodar no OS X. Ao longo dos anos, o jogo tornou-se disponível para muitas mais plataformas, por exemplo BeOS, Nintendo Wii via Wii homebrew,[carece de fontes?] OpenBSD e, em 2009, AmigaOS 4. O jogo também foi portado para dispositivos móveis, para iPhone/iPod Touch com o nome Abuse Classic.
Até 2011, o jogo era mantido por Sam Hocevar em sua página. Em 2014, o jogo foi portado para o SDL2 e transferido para um repositório do GitHub.
Em 2016, no 20º aniversário do jogo, um desenvolvedor da comunidade lançou um "source port no 20º aniversário" com base nos trabalhos anteriores que permitiam resoluções personalizadas, renderização OpenGL e suporte ao controle do Xbox 360, e corrigiam a música.

## Recepção
Analisando o original do DOS, um crítico da Next Generation disse que o jogo "tem tudo o que precisa para ser um grande clássico de arcade - controle intuitivo do jogo, uma variedade de armas, criaturas, dispositivos e armadilhas... dezenas de segredos a serem descobertos." Ele também elogiou a inclusão de um editor de níveis acessível e disse que o ponto forte do jogo é a profundidade de seus quebra-cabeças desafiadores, apesar de criticar a falta de história. Ele deu ao jogo em 4 de 5 estrelas. O jogo também foi analisado na Computer Gaming World.
Devido à sua atmosfera futurista e assustadora, o Home of the Underdogs considerava o Abuse um plataforma 2D equivalente ao jogo de tiro em primeira pessoa Doom.
Abuse em sua versão de código aberto foi selecionado em agosto de 2011 como "HotPick" pelo Linux Format.